# عبدالاله جرمان
عبدالاله جرمان (عربی: عبد الإله جرمان؛ زادهٔ ۲۸ مهٔ ۱۹۹۲) یک ورزشکار اهل عربستان سعودی است.